# رؤى أونوابا
رؤى أونوابا هي رواية خيال هندية صدرت عام 2007 من تأليف ساميت باسو. وهي الرواية الثالثة والأخيرة في ثلاثية عالم اللعبة بعد (ديسمبر 2018) نبوءة سيموكين (2004) وسر مانتيكور (2005). «أونوابا» حرباء، مستعارة من مخلوق مماثل في تقليد الزولو، الذي يقوم بدور الراوي للقصة. حققت الرواية نجاحًا تجاريًا ونقديًا .

## روابط خارجية
- The Unwaba Revelations at دار بنجوين للنشر